# Tortolì
Tortolì (sardisk: Tortolì) er en by og en kommune (comune) i provinsen Nuoro i regionen Sardinien i Italien. Byen ligger i 13 meters højde og har 11.064 indbyggere (2016). Kommunen har et areal på 40,29 km² og grænser til kommunerne Arzana, Bari Sardo, Elini, Girasole, Ilbono, Lotzorai og Villagrande Strisaili.